# 山本浩二 (実業家)
山本 浩二（やまもと こうじ、1967年〈昭和42年〉1月29日 - ）は、日本の実業家。株式会社J.D.パワージャパン の代表取締役社長。

## 人物・来歴
大分県日田市出身。大分大学工学部を卒業し、1989年に日産自動車へ入社。電気自動車のプログラムダイレクター、自動運転・コネクティッドカー事業本部長等を歴任。2018年5月より株式会社J.D.パワージャパンで代表取締役社長を務めている

## 略歴
- 1989年3月 - 大分大学工学部エネルギー工学科卒業
- 1989年4月 - 日産自動車株式会社入社
- 2001年4月 - Nissan Technical Center North America MI, USA
- 2004年4月 - Nissan Technical Center North America CA, USA
- 2005年4月 - Nissan North America MS, USA
- 2012年4月 - 日産自動車株式会社 EVプログラムダイレクター
- 2012年4月 - フォーアールエナジー株式会社 社外取締役
- 2014年4月 - 日産自動車株式会社 車両IT＆自動運転事業本部長
- 2018年5月 - 株式会社J.D.パワージャパン 代表取締役社長

## 経験や考え方
- 日産自動車にて29年の経験を持っており、アメリカでの新車・新工場立ち上げも経験し、新車開発、生産技術、工場工程設計、品質技術に関する造詣が深い。
- 米国から帰国後は、量産EVのLeafの開発や日産のEVビジネスのトップであるプログラムダイレクターとして2008年からEVや開発やグローバル立上げに深く携わっており、その当時から2020年代にはEVの時代が来ると話していた[3]。またその後、コネクティッド（車両IT）・自動運転事業本部長として、これらの先行技術ビジネスの日産のトップとしても活躍しており、日産の先進技術の採用拡大に大きな貢献をしている。
- また2012年から日産自動車と住友商事が設立したフォーアールエナジーで外部取締役を務めており、バッテリーのリユースやリサイクルにも多くの知見を持っている。
- 2018年に顧客満足度(CS)調査やコンサルティングを提供している、J.D.パワージャパンの代表取締役社長に就任し、100年に一度の変革期を迎えている自動車の先進技術に関する調査の開発だけに留まらず、トラベルやホテル、金融、IT、テレコム等の幅広い業界のCS改善と企業価値の向上に貢献している[4]。

## 講演や記事、インタビュー
様々な講演や記事、インタビューで自身の考えを述べている。
- Telematics Japan 2014年10月14日[5]
- ドコモ自動車ビジネスソリューションサミット2015年2月24日[6]
- 日経新聞 2018年12月12日[7]
- ゼロワンインターンマガジン　2019年8月30日[8]
- 月刊コールセンタージャパン　2020年4月号[9]
- Merkmal 2022年8月16日[10]